# Order Świętego Stanisława (Imperium Rosyjskie)
Cesarski i Królewski Order Świętego Stanisława (ros. Императорский и Царский Орден Святого Станислава) – order Imperium Rosyjskiego nadawany za heroiczne czyny wojenne oraz służbę państwową.

## Historia i insygnia
Po upadku powstania listopadowego w 1831 polski Order Świętego Stanisława (podobnie jak Order Orła Białego i Order Virtuti Militari), włączono do grona odznaczeń rosyjskich jako najniższy order spośród nich pod nazwą Cesarsko-Królewski Order św. Stanisława, który przyznawany był m.in. za zasługi w rusyfikacji.
Zmieniony został wygląd insygniów: ze środkowego medalionu awersu usunięto malowaną na porcelanie figurę św. Stanisława i zastąpiono ją splecionymi literami SS (Sanctus Stanislaus), polskie białe orły między ramionami krzyża wymienione zostały na dwugłowe, koronowane orły carskie, leżące na ramionach krzyża, do ok. 1862 z rozpostartymi skrzydłami, później do 1917 w formie bardziej zaokrąglonej między ramionami krzyża.
Początkowo order był podzielony na cztery klasy, a w 1839 zniesiono najniższą IV klasę. Do 1845 otrzymanie którejkolwiek z klas oznaczało przywilej dziedzicznego szlachectwa, później przez dziesięć lat orderu nie przyznawano w ogóle, a po wznowieniu nobilitację dawało jedynie odznaczenie I klasą.
Duchowieństwa prawosławnego tym orderem nie nagradzano ze względu na katolickiego patrona. Niechrześcijanie otrzymywali od 1844-1845 (kiedy to w miejsce symboli chrześcijańskich wprowadzono dla nich herb państwowy na niemal wszystkich rosyjskich odznaczeniach), order z dwugłowym orłem na gwieździe i obu stronach odznaki orderowej.
Za służbę wojskową od 1855 nagradzano orderem z mieczami podłożonymi pod orły pomiędzy ramionami krzyża. Do 1874 za służbę cywilną order nadawany był z koroną carów, na której był zawieszony krzyż. W przypadku posiadania III klasy z mieczami, przy nadaniu II klasy bez mieczy, te umieszczano nad górnym ramieniem krzyża pod koroną. Insygnia po śmierci odznaczonego podlegały zwrotowi do kasy kapituły. Do 1915 wykonywano je z czystego złota, po tej dacie z „metalu wojennego” (tombaku). Około 1870 powstała moda noszenia niezgodnych ze statutami oznak orderu pokrytych zamiast czerwonej czarną emalią, które niekiedy pojawiają się na rynku numizmatycznym.
Order – pozbawiony koron carskich na orłach rosyjskich między ramionami krzyża – nadawany był również (także z mieczami za zasługi wojenne) przez Rząd Tymczasowy Aleksandra Kiereńskiego do chwili wybuchu rewolucji bolszewickiej. 
Nadal (2005) w almanachach aktualnych i byłych domów panujących św. Stanisław wymieniony jest jako jeden z orderów dynastycznych cesarskiej rodziny Romanow-Holstein-Gottorp i że w. ks. Cyryl Włodzimierzowicz (1876–1938), pretendent do tronu carskiego w latach międzywojennych, podobno (w rzadkich przypadkach) go nadawał.
Po odzyskaniu przez Polskę niepodległości order nie został odnowiony z powodu jego zruszczenia i degradacji, a jego noszenia zabroniono (jak i wszystkich odznaczeń byłych zaborców).

## Odznaczeni
Kawalerem carskiego orderu św. Stanisława I klasy (z posiadaniem którego związane było dziedziczne szlachectwo – Потомственное дворянство) – był m.in. Ilja Uljanow (1831–1886), ojciec Lenina.